# Sheep Springs
Sheep Springs (navaho Tó Hałtsooí) és una concentració de població designada pel cens dels Estats Units a l'estat de Nou Mèxic. Segons el cens del 2000 tenia 237 habitants.

## Demografia
Segons el cens del 2000, Sheep Springs tenia 237 habitants, 57 habitatges, i 49 famílies. La densitat de població era de 15,4 habitants per km².
Dels 57 habitatges en un 63,2% hi vivien nens de menys de 18 anys, en un 42,1% hi vivien parelles casades, en un 40,4% dones solteres, i en un 12,3% no eren unitats familiars. En el 7% dels habitatges hi vivien persones soles el 3,5% de les quals corresponia a persones de 65 anys o més que vivien soles. El nombre mitjà de persones vivint en cada habitatge era de 4,16 i el nombre mitjà de persones que vivien en cada família era de 4,34.
Per edats la població es repartia de la següent manera: un 49,8% tenia menys de 18 anys, un 9,7% entre 18 i 24, un 26,2% entre 25 i 44, un 8% de 45 a 60 i un 6,3% 65 anys o més.
L'edat mediana era de 18 anys. Per cada 100 dones de 18 o més anys hi havia 88,9 homes.
La renda mediana per habitatge era d'11.786 $ i la renda mediana per família d'11.429 $. Els homes tenien una renda mediana de 15.750 $ mentre que les dones 45.417 $. La renda per capita de la població era de 4.260 $. Aproximadament el 67,9% de les famílies i el 72,6% de la població estaven per davall del llindar de pobresa.
El segons el cens dels Estats Units de 2010 el 96,20% dels habitants són nadius americans i l'1,27% blancs.

## Poblacions més properes
El següent diagrama mostra les poblacions més properes.